# Isaak der Pirat
Isaak der Pirat (französisch Isaac le pirate) ist ein Comic des Zeichners Christophe Blain, der von 1999 bis 2005 in Frankreich erschien. Er erzählt von den Abenteuern des Malers Isaak, der im 18. Jahrhundert von Paris aus unerwartet eine Reise in die Karibik macht und dort mit Piraten Abenteuer erlebt.

## Handlung
Der junge und wenig erfolgreiche Maler Isaak Sofer lebt mit seiner Geliebten Alice in Paris. Beide sind begeistert von Erzählungen über Piraten und Entdeckungsreisen, über die sie Bücher und Bilder sammeln. Isaak will selbst Bilder von Abenteuern malen und sammelt dafür Studien. Als er auf der Straße dem wohlhabenden Henri Demelin begegnet, ist dieser von seinen Studien begeistert und lädt ihn zu einer Begegnung mit einem Kapitän ein. Doch dies entpuppt sich bald als Reise nach Amerika, wo Isaak die Abenteuer des Piratenkapitäns Jean dokumentieren soll. Zunächst widerwillig fügt er sich in seine neue Rolle und kommt mit seinem aus Büchern erworbenen Wissen über Piraten gut bei der Mannschaft an. Schließlich wird Isaak vom Kapitän mit zum Gouverneur genommen, wo er auf die Damen bei Hofe trifft. Auch ihnen gefällt er, sie lassen sich von ihm zeichnen und abends statten nicht nur der Kapitän, sondern auch Isaak einer der Damen einen Besuch ab. Dann wollen sie sich auf die Reise machen, um südlich von Amerika eine neue Welt zu entdecken, von der sie Geschichten gehört haben.
Währenddessen wartet Alice in Paris auf die Rückkehr Isaaks. Schließlich muss sie aus Geldnot umziehen, erhält aber Unterstützung durch den Händler Philippe du Chemin Vert. Er bietet ihr eine Arbeit als Haushaltshilfe an, schließlich kann sie bei ihm einziehen und als Sekretärin arbeiten. Beide teilen die Faszination für Abenteuer- und Piratengeschichten und kommen sich näher.

## Veröffentlichungsgeschichte
Der Comic erschien von 1999 bis 2005 in fünf Alben bei Dargaud. Von 2005 bis 2007 erschienen die Alben auf Deutsch bei Reprodukt. Außerdem erschien eine spanische Übersetzung bei Norma Editorial, eine niederländische bei Oog & Blik und eine polnische bei Egmont.

## Auszeichnungen
Im Jahr 2002 wurde Christophe Blain beim Festival International de la Bande Dessinée d’Angoulême für das erste Album der Serie mit dem Prix du meilleur album ausgezeichnet. Im gleichen Jahr erhielt Isaak den Preis der Bibliotheken-Vereinigung Canal BD.